# Egypte op de Olympische Zomerspelen 1964
Egypte, dat destijds uitkwam onder de naam Verenigde Arabische Republiek (VAR), nam deel aan de Olympische Zomerspelen 1964 in Tokio, Japan. De VAR was een kortstondige federatie van Egypte en Syrië die duurde van 1958 tot 1961. Na die tijd hield Egypte de naam VAR in stand tot de dood van de president Gamal Abdel Nasser in 1970.
Vier jaar eerder won het nog twee medailles. Dit keer werd er geen enkele medaille gewonnen.

## Deelnemers en resultaten

### Boksen
| Olympiër         | Discipline | Resultaat | Prestatie                                                                                                   |
| ---------------- | ---------- | --------- | --- |
| Mahmoud Mersal   | -51kg (m)  | 17e       | 1ste ronde: V van ITA Atzori: 0-5                                                                           |
| Hosni Farag      | -54kg (m)  | 17e       | 1ste ronde: V van KOR Chung: 0-5                                                                            |
| Badawi El-Bedewi | -57kg (m)  | 17e       | 1ste ronde: V van NGR Andeh: scheidsrechterlijke beslissing                                                 |
| Fawzi Hassan     | -60kg (m)  | 17e       | 1ste ronde: V van USA Harris: knock-out                                                                     |
| Hussein Saddik   | -67kg (m)  | 9e        | 1ste ronde: W van THA Songsang: gediskwalificeerd 2de ronde: V van ITA Bertini: 0-5                         |
| Sayed El-Nahas   | -71kg (m)  | 9e        | 1ste ronde: W van BRA Fabre: 4-1 2de ronde: V van ROU Mirza: 2-3                                            |
| Ahmed Hassan     | -75kg (m)  | 5e        | 1ste ronde: W van AUT Frauenlob: 5-0 2de ronde: W van UGA Odhiambo: 5-0 kwartfinale: V van POL Walasek: 0-5 |
| Sayed Mersal     | -81kg (m)  | 5e        | 1ste ronde: vrij 2de ronde: W van GHA Arimi: 5-0 kwartfinale: V van BUL Nikolov: 0-5                        |

### Gewichtheffen
| Olympiër                | Discipline  | Resultaat | Prestatie                                                                                   |
| ----------------------- | ----------- | --------- | ------------------------------------------------------------------------------------------- |
| Mohamed Herit           | -56kg (m)   | 11e       | drukken: 8ste met 102,5kg trekken: 11de met 97,5kg stoten: 12de met 127,5kg totaal: 327,5kg |
| Hosni Abbas             | -60kg (m)   | 8e        | drukken: 12de met 105kg trekken: 11de met 100kg stoten: 8ste met 137,5kg totaal: 342,5kg    |
| Saleh Hussain           | -67,5kg (m) | 9e        | drukken: 6de met 125kg trekken: 8ste met 115kg stoten: 11de met 142,5kg totaal: 382,5kg     |
| Amer El-Hanafi          | -82,5kg (m) | 13e       | drukken: 10de met 135kg trekken: 15de met 122,5kg stoten: 14de met 160kg totaal: 417,5kg    |
| Mohamed Mahmoud Ibrahim | +90kg (m)   | 6e        | drukken: 8ste met 162,5kg trekken: 6de met 145kg stoten: 6de met 187,5kg totaal: 495kg      |

### Roeien
| Olympiër | Discipline   | Resultaat | Prestatie                                             |
| --- | ------------ | --------- | ----------------------------------------------------- |
| Mohamed El-Halawani Mahmoud Nasser Abdullah Ali | twee-met (m) | 15e       | serie 2: 5de in 8.22,99 herkansingen: 5de in 7.43,54  |
| Mahmoud Shehata Salem Mashour Ibrahim Sayed Sabri Mohamed Eissa Abdullah Ali                                                                            | vier-met (m) | 15e       | serie 2: 5de in 7.28,96 herkansingen: 4de in 10.44,94 |
| Ali Abdel Sami Abdel Mohsen Saad Ibrahim Metwalli Abdel Latif Metwalli Ahmed Ibrahim Ali Abdel Radi Abdel Fattah Abou-Shanab Saleh Ibrahim Abbas Khamis | acht (m)     | 13e       | serie 3: 5de in 6.32,42 herkansingen: 4de in 6.19,03  |

### Schermen
| Olympiër                                                                                                | Discipline      | Resultaat | Prestatie |
| --- | --------------- | --------- | --- |
| Mohamed Gamil El-Kalyoubi                                                                               | floret (m)      | 17e       | 1ste ronde groep A: 3de met 2 overwinningen 2de ronde groep C: 4de met 2 overwinningen 3de ronde: V van JPN Mano: 8-10 |
| Sameh Abdel Rahman                                                                                      | floret (m)      | 30e       | 1ste ronde groep E: 3de met 3 overwinningen 2de ronde groep F: 5de met 2 overwinningen                                 |
| Moustafa Soheim                                                                                         | floret (m)      | 26e       | 1ste ronde groep B: 1ste met 4 overwinningen 2de ronde groep B: 4de met 2 overwinningen                                |
| Moustafa Soheim Farid El-Ashmawi Ahmed El-Hamy El-Husseini Mohamed Gamil El-Kalyoubi Sameh Abdel Rahman | floret team (m) | 10e       | 1ste ronde groep C: 3de met 0 overwinningen                                                                            |

### Schietsport
| Olympiër               | Discipline              | Resultaat | Prestatie  |
| ---------------------- | ----------------------- | --------- | ---------- |
| Mohamed Sami El-Khatib | 50m geweer liggend (m)  | 46e       | 584 punten |
| Mohamed Amin Fikry     | 50m geweer liggend (m)  | 35e       | 588 punten |
| Abdallah Zohdy         | 25m snelvuurpistool (m) | 42e       | 555 punten |
| Hassan El-Sayed Attia  | 50m pistool (m)         | 47e       | 506 punten |
| Ahmed Kadry Genena     | trap (m)                | 38e       | 178 punten |
| Mohamed Mehrez         | trap (m)                | 10e       | 190 punten |

### Turnen
| Olympiër        | Discipline               | Resultaat | Prestatie    |
| --------------- | ------------------------ | --------- | ------------ |
| Mohamed Ibrahim | meerkamp individueel (m) | 127e      | 59,15 punten |

### Voetbal
| Olympiër | Discipline | Resultaat | Prestatie |
| --- | ---------- | --------- | --- |
| Ali Khorshid Ahmed Mohamed Reda Moustafa Reyadh Nabil Nosair Mohamed Seddik Khalil Mohamed Shahin Amin El-Esnawi Ahmed Mostafa Mimi Darwish Zaki Hussein Raafat Attia Rifaat El-Fanagily Mahmoud Hassan Farouk Mahmoud Mimi El-Sherbini Taha Ismail Samir Qotb Ali Kamal Etman Badawi Abdel Fattah El-Sayed El-Tabbakh | mannen     | 17e       | groep C: 2de G van Brazilië: 1-1 V van Tsjecho-Slowakije: 1-5 W van Zuid-Korea: 10-0 kwartfinale: W van Ghana: 5-1 halve finale: V van Hongarije: 0-5 bronzen finale: V van Duitsland: 1-3 |

| Groep C |                               |             |             |             |             |            |            |            |        |
| #       | Land                          | Wedstrijden | Wedstrijden | Wedstrijden | Wedstrijden | Doelpunten | Doelpunten | Doelpunten | Punten |
| #       | Land                          | G           | W           | G           | V           | V          | T          | Saldo      | Punten |
| 1       | Tsjecho-Slowakije             | 3           | 3           | 0           | 0           | 12         | 2          | +10        | 6      |
| 2       | Verenigde Arabische Republiek | 3           | 1           | 1           | 1           | 12         | 6          | +6         | 3      |
| 3       | Brazilië                      | 3           | 1           | 1           | 1           | 5          | 2          | +3         | 3      |
| 4       | Zuid-Korea                    | 3           | 0           | 0           | 3           | 1          | 20         | –19        | 0      |

| Ronde          | Datum   | Plaats                        | Land | Score                         | Land |
| -------------- | ------- | ----------------------------- | ---- | ----------------------------- | ---- |
| Groepsfase     |         |                               |      |                               |      |
| 12 oktober     | Tokio   | Brazilië                      | 1-1  | Verenigde Arabische Republiek |      |
| 14 oktober     | Tokio   | Tsjecho-Slowakije             | 5-1  | Verenigde Arabische Republiek |      |
| 16 oktober     | Tokio   | Verenigde Arabische Republiek | 10-0 | Zuid-Korea                    |      |
| Kwartfinale    |         |                               |      |                               |      |
| 18 oktober     | Saitama | Verenigde Arabische Republiek | 5-1  | Ghana                         |      |
| Halve finale   |         |                               |      |                               |      |
| 20 oktober     | Tokio   | Hongarije                     | 6-0  | Verenigde Arabische Republiek |      |
| Bronzen finale |         |                               |      |                               |      |
| 23 oktober     | Tokio   | Duitsland                     | 3-1  | Verenigde Arabische Republiek |      |

### Waterpolo
| Olympiër | Discipline | Resultaat | Prestatie                                            |
| --- | ---------- | --------- | ---------------------------------------------------- |
| Mohamed Khalil Mohamed Abid Soliman Moukhtar Hussain El-Gamal Amin Abdel Rahman Sami El-Sayed Hazem Kourched Ashraf Gamil Adel El-Moalem Mamadou Amir | mannen     | 9e        | groep D: 3de V van Hongarije: 1-11 V van België: 5-8 |

| Groep D |                               |             |             |             |             |            |            |            |        |
| #       | Land                          | Wedstrijden | Wedstrijden | Wedstrijden | Wedstrijden | Doelpunten | Doelpunten | Doelpunten | Punten |
| #       | Land                          | G           | W           | G           | V           | V          | T          | Saldo      | Punten |
| 1       | Hongarije                     | 2           | 2           | 0           | 0           | 16         | 1          | +15        | 4      |
| 2       | België                        | 2           | 1           | 0           | 1           | 8          | 10         | -2         | 2      |
| 3       | Verenigde Arabische Republiek | 2           | 0           | 0           | 2           | 6          | 19         | -13        | 0      |

| Ronde      | Datum | Plaats                        | Land | Score                         | Land |
| ---------- | ----- | ----------------------------- | ---- | ----------------------------- | ---- |
| Groepsfase |       |                               |      |                               |      |
| 11 oktober | Tokio | Hongarije                     | 11-1 | Verenigde Arabische Republiek |      |
| 13 oktober | Tokio | Verenigde Arabische Republiek | 5-8  | België                        |      |

### Worstelen
| Olympiër               | Discipline     | Resultaat      | Prestatie |
| Grieks-Romeins         | Grieks-Romeins | Grieks-Romeins | Grieks-Romeins |
| ---------------------- | -------------- | -------------- | --- |
| Fouad Ali              | -52kg (m)      | 12e            | 1ste ronde: V van GER Lacour 2de ronde: V van ITA Fabra                                                           |
| Kamel Ali El-Sayed     | -57kg (m)      | 5e             | 1ste ronde: V van BUL Pashkulev 2de ronde: W van MEX Lopez 3de ronde: vrij 4de ronde: V van GER Stange            |
| Moustafa Hamil Mansour | -63kg (m)      | 6e             | 1ste ronde: V van IRI Malek 2de ronde: W van FRA Ballery 3de ronde: W van SWE Olsson 4de ronde: W van ROU Bolocan |
| Mahmoud Ibrahim        | -70kg (m)      | 14e            | 1ste ronde: V van TUR Ayvaz 2de ronde: V van YUG Hovat                                                            |

Afghanistan · Algerije · Argentinië · Australië · Bahama's · België · Bermuda · Birma · Bolivia · Brazilië · Brits-Guiana · Bulgarije · Cambodja · Canada · Ceylon · Chili · Colombia · Congo-Brazzaville · Costa Rica · Cuba · Denemarken · Dominicaanse Republiek · Duits eenheidsteam · Ethiopië · Filipijnen · Finland · Frankrijk · Ghana · Griekenland · Groot-Brittannië · Hongarije · Hongkong · Ierland · IJsland · India · Irak · Iran · Israël · Italië · Ivoorkust · Jamaica · Japan · Joegoslavië · Kameroen · Kenia · Libanon · Liberia · Libië · Liechtenstein · Luxemburg · Madagaskar · Maleisië · Mali · Marokko · Mexico · Monaco · Mongolië · Nederland · Nederlandse Antillen · Nepal · Nieuw-Zeeland · Niger · Nigeria · Noord-Rhodesië · Noorwegen · Oeganda · Oostenrijk · Pakistan · Panama · Peru · Polen · Portugal · Puerto Rico · Roemenië · Senegal · Sovjet-Unie · Spanje · Taiwan · Tanganyika · Thailand · Trinidad en Tobago · Tsjaad · Tsjecho-Slowakije · Tunesië · Turkije · Uruguay · Venezuela · Verenigde Arabische Republiek · Verenigde Staten · Vietnam · Zuid-Korea · Zuid-Rhodesië · Zweden · Zwitserland